# Dion Chrysostomos
För kyrkofadern, se Johannes Chrysostomos. För andra med samma namn, se Dio (olika betydelser)
Dion Chrysostomos (latin: Dio Cocceianus Chrysostomus), även känd som Dio från Prusa, född mellan 40 och 50, död omkring 120 e.Kr, var en grekisk talare och filosof verksam i romarriket.
Dion Chrysostomos föddes till en välbärgad familj i Prusa i Bithynien i Mindre Asien, och flyttade till Rom omkring år 60. Där umgicks han med sin tids framstående, men 82 gick han i exil efter att en vän till honom avrättats för högförräderi av kejsar Domitianus. Under exilen vandrade han runt i romarriket och predikade stoisk-kynisk filosofi, samtidigt som han försörjde sig på kroppsarbete. Under denna tid skrev han också en bok om geterna. Han återvände från landsflykten efter Domitianus död år 96, och han blev mycket uppskattad för sina skrifter och tal på modifierad attiska, bland annat av kejsar Trajanus. Hans stil beskrevs som både tydlig och uttrycksfull, och Filostratos jämförde den med Platons och Demosthenes. Cirka 80 av hans skrifter har bevarats, och dessa visar på ett intresse för hans medmänniskor, även fattiga och kvinnor. Han kände både Apollonios från Tyana och dennes rival Eufrates, och Favorinus var hans lärjunge. Han fick tillnamnet Chrysostomos ("Guldmun") efter sin död.